# ZooBichos
ZooBichos es un programa de televisión sobre animales y naturaleza de Argentina, conducido por Mariano Peluffo y María Eugenia Molinari entre los años 2003 y 2005, y por María Eugenia Molinari y Darío Lopilato en el año 2011, siempre por la pantalla de Telefe.

## Primera etapa (2003-2005)

### Primera temporada
El sábado 18 de enero de 2003, arrancó la primera temporada del programa, con la conducción de Mariano Peluffo y María Eugenia Molinari. Se emitía todos los sábados y domingos a las 20:00  (UTC-3) por Telefe.
A los conductores, se suma la presencia de Andrea Valido, especialista en fauna silvestre.
La temática del programa apunta a mostrar gran parte de la fauna argentina, más allá de los animales domésticos, con notas en distintas partes del país a las que se titulaba "Bichos Argentinos", y en donde se podían conocer las diversas reservas naturales y los parques nacionales de la Argentina, mostrando las diferentes especies autóctonas.
Además, había una sección con informes especiales titulada "Emergencias Veterinarias", y notas de color y humor, siempre relacionadas con el reino animal.
En el piso del estudio, había un laboratorio con un microscopio para reconocer insectos, además de contar en cada programa con animales como serpientes, monos, pumas, aves, etc.

### Segunda temporada
El sábado 21 de mayo de 2004 empieza la segunda temporada del programa, de la mano de la misma dupla conductora, junto a Andrea, siendo emitido en vivo desde el Zoológico de Buenos Aires. Es en esta temporada cuando se consolida en su horario de los sábados a las 12:00  (UTC-3).
En esta temporada, además, los conductores comenzaron a viajar por el mundo para lograr mostrar la fauna y naturaleza en forma más abarcativa. Entre otros países, estuvieron en Costa Rica, Panamá, Kenia y Egipto.
También se sumó una pileta al estudio, para poder ver y analizar mejor a los animales acuáticos. Otra novedad fue la visita de invitados famosos.

### Tercera temporada
La tercera temporada de "ZooBichos" comenzó el sábado 23 de julio de 2005 en el mismo horario que la anterior. Esta temporada fue la última en la cual la conducción masculina estuvo a cargo de Mariano Peluffo.
Esta temporada también salió en vivo desde el zoológico porteño, con entrevistas a los distintos especialistas que se dedican a cuidar a cada una de las especies animales que viven allí. Y además, también hubo viajes por distintas partes del mundo, entre ellos, Miami, Los Ángeles, Venezuela, Perú y las Islas Galápagos.
En cada programa siguió la visita de invitados famosos, y se sumaron juegos para que participen los niños presentes en el zoo.
Hubo notas en instituciones que tienen que ver con el reino animal y una sección llamada "Guardafauna por un día", en la que los chicos participantes podían realizar una misión, haciendo el trabajo de cuidador en alguna reserva.
En otros segmentos, se vieron notas en diferentes reservas naturales y parques nacionales argentinos, en un recorrido por la fauna autóctona, en algunos casos, en vías de extinción, con notas realizadas por Andrea Valido en distintos lugares de la Argentina.

## Cuarta temporada (2011)
Después de 5 años fuera del aire, "ZooBichos" vuelve a Telefe el sábado 22 de enero de 2011, en su clásico horario de los sábados a las 12:00 (UTC-3). La novedad fue que Mariano Peluffo pasó a ocuparse sólo de la producción del programa, y María Eugenia Molinari es acompañada en la conducción por Darío Lopilato, además de la presencia de Andrea Valido.
En esta segunda etapa del programa, el mismo es realizado totalmente en exteriores. Se muestra material de Greenpeace y Vida Silvestre, y el foco está puesto en la ecología y el cuidado del medio ambiente.
Además de las visitas a parques nacionales y viajes por el mundo, en destinos como Miami, México y Costa Rica, entre las nuevas secciones están: "El Laboratorio", donde se analizan de cerca a los animales más exóticos del planeta, y "Entrenador de Perros", que enseña a educar a los caninos.
Desde el 9 de abril de 2011, el programa se emite los sábados en el horario de las 10:30 (UTC-3). Esta cuarta temporada finalizó el sábado 30 de abril de 2011.
Cada programa cuenta con la presencia de un invitado famoso en la sección "Mi +cota", donde muestran a sus animales en la intimidad de su hogar. Estos fueron los invitados en cada programa:
| Programa | Fecha         | Famoso invitado | Índice de audiencia |
| -------- | ------------- | --------------- | ------------------- |
| 1        | 22 de enero   | Marley          | 6.0                 |
| 2        | 29 de enero   | Mariano Peluffo | 6.5                 |
| 3        | 5 de febrero  | Topa            | 5.0                 |
| 4        | 12 de febrero | Catherine Fulop | 6.2                 |
| 5        | 19 de febrero | Nazareno Casero | 6.9                 |
| 6        | 26 de febrero | Chino Darín     | 5.7                 |
| 7        | 5 de marzo    | Tití Fernández  | 4.8                 |
| 8        | 12 de marzo   | Marcelo Iripino | 5.3                 |
| 9        | 19 de marzo   | Mauricio Dayub  | 5.5                 |
| 10       | 26 de marzo   | Juan Acosta     | 5.4                 |
| 11       | 2 de abril    | Maggie Aicega   | 6.7                 |
| 12       | 9 de abril    | Iliana Calabró  | 3.6                 |
| 13       | 16 de abril   | Kike Teruel     | 4.6                 |
| 14       | 23 de abril   | Repetición      | 2.8                 |
| 15       | 30 de abril   | Repetición      | 4.0                 |